# Адміністративний устрій Маловисківського району
Адміністративний устрій Маловисківського району — адміністративно-територіальний поділ Маловисківського району Кіровоградської області на 1 міську раду, 1 селищну раду та 18 сільських рад, які об'єднують 57 населених пунктів та підпорядковані Маловисківській районній раді. Адміністративний центр — місто Мала Виска.

## Список радМаловисківського району
| №  | Назва                          | Центр              | Населені пункти                                                                            | Площа км² | Місце за площею | Населення (2001), чол. | Місце за населенням |
| -- | ------------------------------ | ------------------ | ------------------------------------------------------------------------------------------ | --------- | --------------- | ---------------------- | ------------------- |
| 1  | Маловисківська міська рада     | м. Мала Виска      | м. Мала Виска с-ще Заповідне с. Краснопілка с-ще Вишневе                                   |           |                 |                        |                     |
| 2  | Смолінська селищна рада        | смт Смоліне        | смт Смоліне                                                                                |           |                 |                        |                     |
| 3  | Березівська сільська рада      | с. Березівка       | с. Березівка с. П'ятихатки                                                                 |           |                 |                        |                     |
| 4  | Великовисківська сільська рада | с. Велика Виска    | с. Велика Виска                                                                            |           |                 |                        |                     |
| 5  | Злинська сільська рада         | с. Злинка          | с. Злинка с. Новаківка                                                                     |           |                 |                        |                     |
| 6  | Копанська сільська рада        | с. Гаївка          | с. Гаївка с. Копанки с. Полохівка                                                          |           |                 |                        |                     |
| 7  | Лозуватська сільська рада      | с. Лозуватка       | с. Лозуватка с. Димине                                                                     |           |                 |                        |                     |
| 8  | Мануйлівська сільська рада     | с. Мануйлівка      | с. Мануйлівка с. Лутківка                                                                  |           |                 |                        |                     |
| 9  | Мар'янівська сільська рада     | с. Мар'янівка      | с. Мар'янівка с. Вись с. Заріччя с. Ковалівка с. Матусівка с. Олексіївка с. Павлівка       |           |                 |                        |                     |
| 10 | Миролюбівська сільська рада    | с. Миролюбівка     | с. Миролюбівка с. Червона Поляна                                                           |           |                 |                        |                     |
| 11 | Нововознесенська сільська рада | с. Нововознесенка  | с. Нововознесенка с. Успенівка                                                             |           |                 |                        |                     |
| 12 | Новогригорівська сільська рада | с. Новогригорівка  | с. Новогригорівка с. Новоолександрівка с. Новопетрівка                                     |           |                 |                        |                     |
| 13 | Олександрівська сільська рада  | с. Олександрівка   | с. Олександрівка с. Новомиколаївка с. Тарасівка                                            |           |                 |                        |                     |
| 14 | Оникіївська сільська рада      | с. Оникієве        | с. Оникієве с. Пасічне с. Новокрасне с. Новомихайлівка с. Новооникієве                     |           |                 |                        |                     |
| 15 | Паліївська сільська рада       | с. Паліївка        | с. Паліївка с. Веселе                                                                      |           |                 |                        |                     |
| 16 | Первомайська сільська рада     | с. Первомайське    | с. Первомайське                                                                            |           |                 |                        |                     |
| 17 | Плетеноташлицька сільська рада | с. Плетений Ташлик | с. Плетений Ташлик с. Первомайськ с. Шевченкове                                            |           |                 |                        |                     |
| 18 | Розсохуватська сільська рада   | с. Розсохуватка    | с. Розсохуватка                                                                            |           |                 |                        |                     |
| 19 | Хмелівська сільська рада       | с. Хмельове        | с. Хмельове с. Запашка с. Калаколове с. Новопавлівка                                       |           |                 |                        |                     |
| 20 | Якимівська сільська рада       | с. Якимівка        | с. Якимівка с. Андріївка с. Виноградне с. Дорофіївка с. Межове с. Миропіль с. Новостанівка |           |                 |                        |                     |